# Mambwe (Volk)
Mambwe ist eine bantusprachliche Ethnie im Distrikt Mbala in Sambia. Ihre Zahl wird mit 262.000 angegeben.
Viele Mambwe sind Händler und sind in Städten des Copperbelt auf den Märkten zu finden.
Die Sprachen der Mambwe, Lungu und Nyamwanga sind einander sehr ähnlich und werden in Sambia unter die Sprache der Bemba subsumiert. Bemba ist in diesen Gebieten die Unterrichtssprache in den Schulen. In Tansania ist ihre Sprache stark mit Swahili gemischt.